# NN-170
La carretera NN‑170 es una vía departamental secundaria ubicada en el departamento de Managua. Esta carretera conecta el casco urbano de San Rafael del Sur con la comunidad de El Salto, permitiendo el acceso hacia zonas rurales y ramales agrícolas.

## Trazado y cruces
| km  | Localidad / Punto  | Departamento | Conexión / Ruta        |
| --- | ------------------ | ------------ | ---------------------- |
| 0,0 | San Rafael del Sur | Managua      | NN 169                 |
| 3,4 | La Gallina         | Managua      | Camino rural           |
| 6,7 | El Trapiche        | Managua      | Sin conexión destacada |
| 9,2 | El Salto           | Managua      | Camino terciario       |

## Coordenadas
Uno de los tramos de la NN‑170 puede ser encontrado en las coordenadas: 11°48′58″N 86°27′16″O / 11.8160, -86.4545